# إذاعة القرآن الكريم (مصر)
إذاعة القرآن الكريم المصرية هي إذاعة مختصة بإذاعة القرآن الكريم والبرامج الإسلامية بدأت في بث إرسالها في 25 مارس 1964، ومن أشهر قرائها عبد الباسط عبد الصمد، مصطفى إسماعيل، محمود خليل الحصري، محمد رفعت ومحمد صديق المنشاوي ومحمود علي البنا.
تبث على تردد (FM 98.2) في القاهرة الكبرى. وعلى تردد (99.6fm) في المحلة الكبرى وعلى (90.1fm) في الإسكندرية وعلى (98.0fm) في مدينة بورسعيد، وعلى القمر الصناعي النايل سات 11766 أفقي.

## التاريخ
إن تجربة شبكة القرآن الكريم بإذاعة جمهورية مصر العربية، تحمل دلالات وأبعادًا ذات مغزى كبير في هذا الميدان الإعلامي، إنها تعتبر السابقة الأولى في هذا النوع من الرسالة الإعلامية، ومن ثم فهي الإذاعة الأقدم على مستوى العالم بين إذاعات القرآن الكريم، أو الإذاعات الدينية بشكل عام، كما تكشف عن الدور الحضاري والثقافي لمصر في محيطها العربي - الإسلامي.

لقد كان لقرار نشأتها ظروف وملابسات سبقته ودعت إلى اتخاذه؛ ففي أوائل الستينيات من القرن الماضي ظهرت طبعة مذهبة من المصحف، ذات ورق فاخر، وإخراج أنيق، بها تحريفات خبيثة ومقصودة لبعض آياته، منها قوله تعالى: «وَمَن يَبْتَغِ غَيْرَ الإِسْلاَمِ دِيناً فَلَن يُقْبَلَ مِنْهُ وَهُوَ فِي الآخِرَةِ مِنَ الْخَاسِرِينَ {85}»(سورة آل عمران). وطبعوها مع حذف كلمة «غير» فأصبحت الآية تعطي عكس معناها تمامًا ! وكانت هذه الطبعة رغم فخامتها رخيصة الثمن، وكان تحريفها خفيًّا على هذا النحو، لكن الله تولى حفظ كتابه حيث يقول سبحانه: «إِنَّا نَحْنُ نَزَّلْنَا الذِّكْرَ وَإِنَّا لَهُ لَحَافِظُونَ»(سورة الحجر) ومن ثم يهيئ من الوسائل ما يحقق هذا الحفظ.

فلقد استُنفِرت وزارة الأوقاف والشؤون الاجتماعية، في ذلك الوقت – ممثلة في المجلس الأعلى للشئون الإسلامية، والأزهر الشريف ممثلًا في هيئة كبار العلماء – في ذلك الوقت – لكي تتدارك هذا العدوان الأثيم على كتاب الله، وبعد الأخذ والرد تمخضت الجهود والآراء عن تسجيل صوتي للمصحف المرتل برواية حفص عن عاصم بصوت القارئ الشيخ محمود خليل الحصري، على أسطوانات توزع نسخ منه على المسلمين في أنحاء العالم الإسلامي، وكافة المراكز الإسلامية في العالم، باعتبار ذلك أفضل وسيلة لحماية المصحف الشريف من الاعتداء عليه، وكان هذا أول جمع صوتي للقرآن الكريم بعد أول جمع كتابي له في عهد خليفة رسول الله - ﷺ - أبي بكر الصديق.

وبمرور الوقت تبين أن هذه الوسيلة لم تكن فعالة في إنجاز الهدف المنشود من ورائها؛ نظرًا لعجز القدرات والإمكانات المادية في الدول الإسلامية في ذلك الوقت عن إيجاد الأجهزة اللازمة لتشغيل هذه الأسطوانات على نطاق شعبي، فضلًا عن عدم توفر الطاقة الكهربائية اللازمة لها بحكم الوضع الذي كانت عليه دول العالم الإسلامي في أوائل الستينيات من القرن العشرين.

ونتيجة لما سبق، انتهى الرأي والنظر في هذا الشأن من قبل وزارة الثقافة والإرشاد القومي - المسئولة عن الإعلام في ذلك الوقت، وعلى رأسها الإعلامي الفاضل الدكتور عبد القادر حاتم - إلى اتخاذ قرار بتخصيص موجة قصيرة، وأخرى متوسطة لإذاعة المصحف المرتل الذي سجله المجلس الأعلى للشئون الإسلامية.

وبعد موافقة الرئيس جمال عبد الناصر بدأ إرسال «إذاعة القرآن الكريم» في الساعة السادسة من صبيحة الأربعاء 11 من ذي القعدة لسنة 1383هـ الموافق 25 مارس لسنة 1964م، بمدة إرسال قدرها 14 ساعة يوميًّا من السادسة حتى الحادية عشرة صباحًا، ومن الثانية حتى الحادية عشرة مساءً على موجتين: إحداهما قصيرة وطولها 30.75 ك.هـ والأخرى متوسطة طولها 259.8 ك.هـ؛ لتكون أول صوت يقدم القرآن كاملًا بتسلسل السور والآيات كما نزل بها أمين الوحي جبريل «عليه السلام» على قلب سيد المرسلين محمد صلى الله عليه وسلم.

وكانت بذلك أنجح وسيلة لتحقيق هدف حفظ القرآن الكريم من المحاولات المكتوبة لتحريفه؛ حيث يصل إرسالها إلى الملايين من المسلمين في الدول العربية والإسلامية في آسيا وشمال أفريقيا، حيث كان الراديو الترانزيستور وسيلة لالتقاط إرسالها بسهولة.

وعلى منوال هذه السابقة المصرية المباركة توالى إنشاء عدة إذاعات للقرآن الكريم في داخل العالم العربي، بل وفي خارجه كما في أستراليا مثلًا، تصديقًا  لقول الحق تبارك وتعالى «إِنَّا نَحْنُ نَزَّلْنَا الذِّكْرَ وَإِنَّا لَهُ لَحَافِظُونَ».

## قراءها
ومن أشهر قرائها:
1. الشيخ محمد رفعت
2. الشيخ علي محمود
3. الشيخ محمد الصيفي
4. الشيخ عبد الفتاح الشعشاعي
5. الشيخ أبو العينين شعيشع
6. الشيخ طه الفشني
7. الشيخ محمود عبد الحكم
8. الشيخ محمد صديق المنشاوي
9. الشيخ محمود خليل الحصري
10. الشيخ مصطفى إسماعيل
11. الشيخ عبد الباسط عبد الصمد
12. الشيخ محمود علي البنا
13. الشيخ هاشم محمد هيبة
14. الشيخ علي حزين
15. الشيخ عبد العزيز علي فرج
16. الشيخ راغب مصطفى غلوش
17. الشيخ عبد الرحمن الدروي
18. الشيخ محمد حسن النادي
19. الشيخ محمد فريد السنديوني
20. الشيخ منصور الشامي الدمنهوري
21. الشيخ أحمد سليمان السعدني
22. الشيخ عبد العظيم عبد الرازق زاهر
23. الشيخ كامل يوسف البهتيمي
24. الشيخ أحمد محمد عامر
25. الشيخ عبد العاطي ناصف
26. الشيخ محمد ساعي نصر الجرزاوي
27. الشيخ سيد عبد الشافي هلال
28. الشيخ محمد محمود بحيري
29. الشيخ محمد بدر حسين
30. الشيخ محمد محمود الطبلاوي
31. الشيخ محمد محمود عوض
32. الشيخ محمد محمود عصفور
33. الشيخ محمد أحمد شبيب
34. الشيخ محمد عطية حسب
35. الشيخ عبد الواحد زكي راضي
36. الشيخ السيد متولي عبد العال
37. الشيخ محمد عبد الوهاب الطنطاوي
38. الشيخ إسماعيل السيد الطنطاوي
39. الشيخ حمدي محمود الزامل
40. الشيخ عبد الحميد الباسوسي
41. الشيخ محمود البجيرمي
42. الشيخ فؤاد العروسي
43. الشيخ إبراهيم الشعشاعي
44. الشيخ إبراهيم المنصوري
45. الشيخ أحمد الرزيقي
46. الشيخ محمود حسين منصور
47. الشيخ علي حجاج السويسي
48. الشيخ الشحات محمد أنور
49. الطبيب أحمد نعينع
50. الشيخ شعبان الصياد
51. الشيخ فتحي المليجي
52. الشيخ فتحي محمد العطار
53. الشيخ فتحي قنديل
54. الشيخ فتحي محمد سليمان
55. الشيخ د. فرج الله محمود الشاذلي
56. الشيخ محمود صديق المنشاوي
57. الشيخ عبد الله عزب أبو العطا
58. الشيخ عبد الفتاح الطاروطي
59. الشيخ عبد الناصر حرك
60. الشيخ محمد يحيى الشرقاوي
61. الشيخ إبراهيم الفشني
62. الشيخ فاروق ضيف
63. الشيخ طه النعماني
64. الشيخ محمد محروس طلبة
65. الشيخ أحمد تميم المراغي
66. الشيخ علي محمود شميس
67. الشيخ محمود محمد الخشت
68. الشيخ محمد الليثي
69. الشيخ محمود الطوخي
70. الشيخ هاني الحسيني
71. الشيخ محمد فتح الله بيبرس
72. الشيخ حسن عوض الدشناوي
73. الشيخ محمد السيد السعدني
74. الشيخ محمد السيد ضيف
75. الشيخ العزب سالم
76. الشيخ أحمد الزارع
77. الشيخ محمود سعد عبد الكريم
78. الشيخ محمود على حسن
79. الشيخ محمد على الطاروطى
80. الشيخ محمود عبدالباسط الحسيني

## رؤساء إذاعة القرآن الكريم
1. كامل البوهي.
2. عادل القاضي.
3. محمد الشناوي.
4. عطية السيد.
5. عبد الصمد الدسوقي.
6. هاجر سعد الدين.
7. إبراهيم مجاهد.
8. محمد عويضة.
9. السيد صالح.
10. حسن علي سليمان.
11. حسن مدني.
12. رضا عبد السلام

## أشهر مذيعي إذاعة القرآن الكريم
تمتعت شبكة إذاعة القرآن الكريم بنخبة من المذيعين الذين عملوا بها على مدار تاريخها الإعلامي المميز ومن بينهم:
1. الإعلامي الدكتور عبد الخالق محمد عبد الوهاب بحيري
2. الإذاعي الأستاذ محمد عبد العزيز عبد الدايم

وهما يعدان من أكبر وأقدم المؤسسين لإذاعة القرآن الكريم المصرية
1. الإذاعي الأستاذ محمد الشناوي.
2. الإذاعي الأستاذ د. كامل عبد المجيد البوهي.
3. الإذاعي الأستاذ إبراهيم مجاهد الحيثي.
4. الإذاعية الأستاذة د. هاجر سعد الدين.
5. الإذاعي الأستاذ محمد عويضة.
6. الإذاعي الأستاذ سعد المطعني.
7. الإذاعي الأستاذ السيد صالح.
8. الإذاعي الأستاذ عبد الستار محفوظ.
9. الإذاعي الأستاذ صلاح جمال الدين.
10. الإذاعي الأستاذ محمد فؤاد.
11. الإذاعي الأستاذ بهاء عبادة.
12. الإذاعي الأستاذ مصطفى نصار.
13. الإذاعي الأستاذ أحمد نجم.
14. الإذاعي الأستاذ أحمد عبد الظاهر.
15. الإذاعي الأستاذ أحمد عبد الكريم.
16. الإذاعي الأستاذ أحمد همام القزماري.
17. الإذاعي الأستاذ د. محروس فرحات.
18. الإذاعي الأستاذ علي طبوشة.
19. الإذاعي الأستاذ محمد عوض.
20. الإذاعي الأستاذ رياض فهمي.
21. الإذاعي الأستاذ د. محمد كمال إمام.
22. الإذاعي الأستاذ عبد القادر الزنفلي.
23. الإذاعي الأستاذ كمال النجار.
24. الإذاعي الأستاذ ثابت نور الدين.
25. الإذاعي الأستاذ د. عبد الصمد دسوقي.
26. الإذاعي الأستاذ د. فوزي خليل.
27. الإذاعي الأستاذ أبو بكر عبد المعطي.
28. الإذاعي الأستاذ عزت حرك.
29. الإذاعي الأستاذ عادل عبد القادر.
30. الإذاعي الأستاذ حمدي محمد رفعت.
31. الإذاعي الأستاذ رضا عبد السلام.
32. الإذاعي الأستاذ عبد الرحمن أبو هاشم.
33. الإذاعي الأستاذ د. خالد الشافعي.
34. الإذاعي الأستاذ فوزي عبد المقصود.
35. الإذاعي الأستاذ شحاتة العرابي.
36. الإذاعي الأستاذ رأفت عواد.
37. الإذاعي الأستاذ رضا خفاجي.
38. الإذاعي الأستاذ إبراهيم خلف.
39. الإذاعي الأستاذ محمود خليل.
40. الإذاعي الأستاذ وسام البحيري.
41. الإذاعي الأستاذ كمال نصر الدين.
42. الإذاعي الأستاذ أشرف حمدي.
43. الإذاعي الأستاذ عبد الخالق عبد التواب.
44. الإذاعي الأستاذ فؤاد حسان.
45. الإذاعي الأستاذ محمد عبد الحق حسن.
46. الإذاعي الأستاذ علاء عرابي.
47. الإذاعي الأستاذ مسعد الجوهري.
48. الإذاعي الأستاذ حمزة محمد المسير.
49. الإذاعي الأستاذ محمد مصطفى يحيى.
50. الإذاعي الأستاذ د. عبد الله حسن الخولي.
51. الإذاعي الأستاذ رجب خليل.
52. الإذاعي الأستاذ وليد محمود الحسيني.
53. الإذاعي الأستاذ أحمد كامل القاضي.

ومن مقدمي البرامج المتميزين:
1. الإذاعي الأستاذ عبد البديع قمحاوي.
2. الإذاعي الأستاذ عبد الناصر حسين أبو زيد.
3. الإذاعي الأستاذ محمد إبراهيم عبد الباسط.
4. الإذاعي الأستاذ عبد الرحمن العطار.
5. الإذاعي الأستاذ ممدوح السباعي.
6. الإذاعي الأستاذ خالد عبد القادر الزنفلي.
7. الإذاعي الأستاذ أحمد حفني.
8. الإذاعي الأستاذ عماد الدين عبد الخالق.
9. الإذاعي الأستاذ حلمي الشريف.
10. الإذاعية الأستاذة فاطمة طاهر.
11. الإذاعية الأستاذة زينب يونس.
12. الإذاعية الأستاذة سحر فاروق.
13. الإذاعية الأستاذة سمية إبراهيم عطوة.
14. الإذاعية الأستاذة وفاء إبراهيم.
15. الإذاعية الأستاذة علياء الحكيم.

## وصلات خارجية
- إذاعة القران الكريم من القاهرة بث مباشر mp3
- الموقع الرسمي للإذاعة بث مباشر.